# João Dias (político)
João Manuel Ildefonso Dias (Serpa, 16 de julho de 1973) é um enfermeiro e político português, tendo sido deputado à Assembleia da República Portuguesa pelo Partido Comunista Português, eleito pelo círculo eleitoral de Beja entre 2018 e 2024.

## Carreira profissional

### Como enfermeiro
Licenciado em Enfermagem com Pós-Licenciatura de Especialização em Enfermagem de Reabilitação, e com Pós-Graduação em Tratamento de Feridas e Viabilidade Tecidular.
Especialista em Enfermagem de Reabilitação, trabalha como enfermeiro por mais de 20 anos no Hospital de Beja e no Centro de Saúde de Beja. Foi Tesoureiro da Sociedade Portuguesa de Feridas, associação sem fins lucrativos com sede em Arronches.
É coordenador da Comissão de Prevenção e Tratamento de Feridas na Unidade Local de Saúde do Baixo Alentejo e da Unidade de Cuidados na Comunidade do Centro de Saúde de Beja. É perito nos grupos de trabalho de prevenção e tratamento de feridas da Ordem dos Enfermeiros e da Direção-Geral da Saúde.

### Como professor
Professor assistente convidado na Universidade de Évora, na Universidade de Coimbra e na Escola Superior de Enfermagem São José de Cluny. Colabora com a Cruz Vermelha Portuguesa, com a Universidade do Minho e com o Instituto Politécnico de Castelo Branco.

## Atividade Política
Militante do Partido Comunista Português desde 1996 e membro da concelhia de Beja do PCP. Foi eleito pela Coligação Democrática Unitária à Assembleia Municipal de Beja, e torna-se deputado à Assembleia da República pela primeira vez em 2018 como substituto do deputado João Ramos, eleito pelo círculo eleitoral de Beja pelo Partido Comunista Português, que renuncia ao mandato por motivos pessoais. É eleito por esse mesmo círculo eleitoral nas Eleições Legislativas de 2019.

### Cargos exercidos na Assembleia da República

#### XIV Legislatura
Na XIV Legislatura é coordenador da Comissão de Agricultura e Mar e da Comissão Eventual de Inquérito Parlamentar à atuação do Estado na atribuição de apoios na sequência dos incêndios de 2017 na zona do Pinhal Interior. É membro suplente na Comissão de Assuntos Europeus, na Comissão de Saúde, e integra o Grupo de Trabalho dedicado à Valorização de Produtos Agroalimentares em Portugal.

#### XIII Legislatura
Na XIV Legislatura foi Coordenador e Vise-presidente da Comissão de Agricultura e Mar. Integrou a Comissão de Saúde e pertenceu à Comissão Eventual de Acompanhamento do Processo de Definição da "Estratégia Portugal 2030".
Coordenou o Grupo de Trabalho dedicado à Saúde Pública de discussão da PPL 49/XIII/2.ª e fez parte dos Grupos de Trabalho dedicados aos temas: Produtos Alimentares nas Cantinas e Refeitórios Públicos; Publicidade de produtos alimentares; Turismo; Direito Humano à Alimentação e Nutrição Adequadas; Setor Leiteiro; Sistema de Informação Cadastral Simplificada; Acompanhamento da Problemática da Diabetes; Acompanhamento das Doenças Oncológicas; Limites na Prescrição de Medicamentos a Menores de 6 anos; estatuto do Cuidador Informal; Acompanhamento da Temática da Floresta Portuguesa e dos Incêndios.